# Taphrinomycotina
Taphrinomycotina es una de las tres subdivisiones que constituyen la Ascomycota (hongo que genera sus propias esporas en una especie de saco ascus) y es aproximadamente similar al obsoleto nombre Archiascomycetes (algunas veces escrito Archaeascomycetes). Estudios recientes sugieren que el grupo es monofilético y fundamental con respecto al resto de Ascomycota.
Las Schizosaccharomycetes son levaduras (e.g. Schizosaccharomyces) que se reproducen por fisión más que en ciernes con respecto a la gran mayoría de las otras levaduras, las cuales están en la subdivisión Saccharomycotina.
Las Taphrinomycetes son parásitos dimórficos de las plantas (e.g. Taphrina) tanto con un estado de levadura y moho (hifas) en el estado de las plantas infectadas. Se caracterizan por infectar hojas, amentos y ramas, pero no las raíces.
Las Neolectomycetes son especies de un género simple, Neolecta, los cuales son los únicos miembros de la subdivisión que forman cuerpos fructíferos, y que esencialmente crecen sin raíces. Pueden tener un estado de levadura (ascosporas que brotan en las ascas).
Las Pneumocystidomycetes también abarca un solo género, Pneumocystis, una de las causas de pneumonia pneumocystis (PCP) en los humanos. Todas las especies infectan los pulmones de los mamíferos y se consideran levaduras.